# Road to Rupert
Road to Rupert («Дорога к Руперту») — девятая серия пятого сезона мультсериала «Гриффины». Премьерный показ состоялся 28 января 2007 года на канале FOX. Третий эпизод из цикла «Road to…».

## Сюжет
Гриффины устраивают «домашнюю распродажу» (yard sale), чтобы избавиться от хлама. На ней Брайан случайно продаёт Руперта — любимого плюшевого медвежонка Стьюи. Попытка купить ему замену в игрушечном магазине ни к чему не приводит.
Тем временем Питер решает перепрыгнуть на семейном автомобиле ряд из машин, но у него ничего не получается, а Джо отбирает у него за эту выходку права.
Лоис уговаривает Мег немного побыть папиным личным водителем, но Питер всячески досаждает дочери, и издевается над ней во время вождения, а его друзья ему в этом помогают. Всё это приводит к ДТП, после которого сдерживаемая ярость Мег выливается на водителя, въехавшего в неё сзади.
Тем временем Стьюи пытается вычислить нового хозяина Руперта через федеральную базу данных ДНК, взяв её образцы с купюры, которой покупатель расплатился с Брайаном. Выясняется, что незнакомец живёт в Куахоге (Ложечная улица, дом 89), но его дом заброшен, человек уже куда-то уехал. Друзья замечают отъезжающий грузовик, бросаются за ним в погоню (их подвозит мэр Адам Вест), но теряют его из виду у границы с Коннектикутом. К счастью, из грузовика выпадает коробка, и Стьюи с Брайаном, изучив её, узнаю́т, что им надо в город Аспен, штат Колорадо.
Они отправляются в путешествие. Чтобы преодолеть горы, Стьюи и Брайан берут напрокат вертолёт, но пёс вскоре разбивает машину. Тем не менее, приятели достигают своей цели, но Стэнфорд Кордрей (новый владелец мишки) и его семья не хотят возвращать Руперта, и поэтому они ставят условие: слалом с горы на лыжах. Если победит Стьюи, то Руперт возвращается бывшему владельцу, если выигрывает Стэнфорд, то он забирает себе Брайана («—А что он умеет делать? —Он слижет с вас пиво, которым вы обольётесь. Слижет отовсюду…») Стьюи мошенничает, используя реактивные лыжи, но врезается в дерево и проигрывает. Тем не менее, друзья обманом (дворецкий из «лыжного домика» Стьюи плеснул ребёнку в лицо горячим чаем) отбирают Руперта у сына Стэнфорда и сбегают. Поняв, что до дома им добраться будет нелегко, они нападают на случайного водителя, отбирают у него машину и едут в Куахог.
Чуть позже Джо возвращает Питеру его права. Питер признаётся Мег, что не хотел её обижать, а просто «работал на публику», и что теперь они с ней будут «секретными лучшими друзьями» (secret best friends).

## Создание
Автор сценария: Патрик Мейган
Режиссёр: Дэн Повенмайер
Композитор: Уолтер Мёрфи
Приглашённые знаменитости: Роб Лоу, Тед Макгинли, Джордж Вендт, Коннор Триннир и Дейв Уиттенберг